# 우예린
우예린(禹睿潾, 1995년 10월 3일 ~ )은 대한민국의 가수다. 2016년 미세스캅2 OST <그럴 때 날 찾아와>로 데뷔했다.

## 방송
- K팝스타 5 (2015) - Top6

## 공연
- 온스타인웨이 Vol.1 <우예린> (2021)